# Classement par points du Tour de France
Le classement par points du Tour de France est un classement annexe de la compétition, qui a été créé en 1953. Il récompense le coureur le plus régulièrement classé parmi les premiers des étapes. Le leader de ce classement porte un maillot distinctif de couleur verte. Ce classement est généralement remporté par un sprinteur.

## Histoire du classement par points
Après les scandales du Tour de France 1904, les règles pour l'édition suivante sont modifiées. Le vainqueur n'est plus déterminé par un classement au temps, mais avec un système de classement par points. Les cyclistes reçoivent des points en fonction de leur classement dans chaque étape ainsi que de l'écart avec le coureur précédent et le cycliste avec le moins de points est le leader de la course. Après le Tour de France 1912 le  système est à nouveau modifié pour revenir au classement au temps qui est encore en usage.
Pour célébrer le 50e anniversaire du Tour de France, le classement par points est réintroduit lors du Tour de France 1953, mais cette fois en tant que classement annexe. Le leader du classement reçoit un maillot vert sponsorisé par la marque À la Belle Jardinière. Contrairement à ce que ce nom laisse supposer, il ne s'agissait pas d'une entreprise liée à l'activité de jardinage, ce qui aurait pu expliquer la couleur verte. À la Belle Jardinière était en réalité un magasin de confection de vêtements sur mesure qui utilisait régulièrement la couleur verte pour communiquer. En 1968, la couleur du maillot devient rouge à la demande du nouveau sponsor qui remplace le parrain historique du classement, mais l'édition 1968 fait figure d'exception car dès l'année suivante les organisateurs décident de revenir au vert et de ne plus en changer par la suite, quel que soit le sponsor.

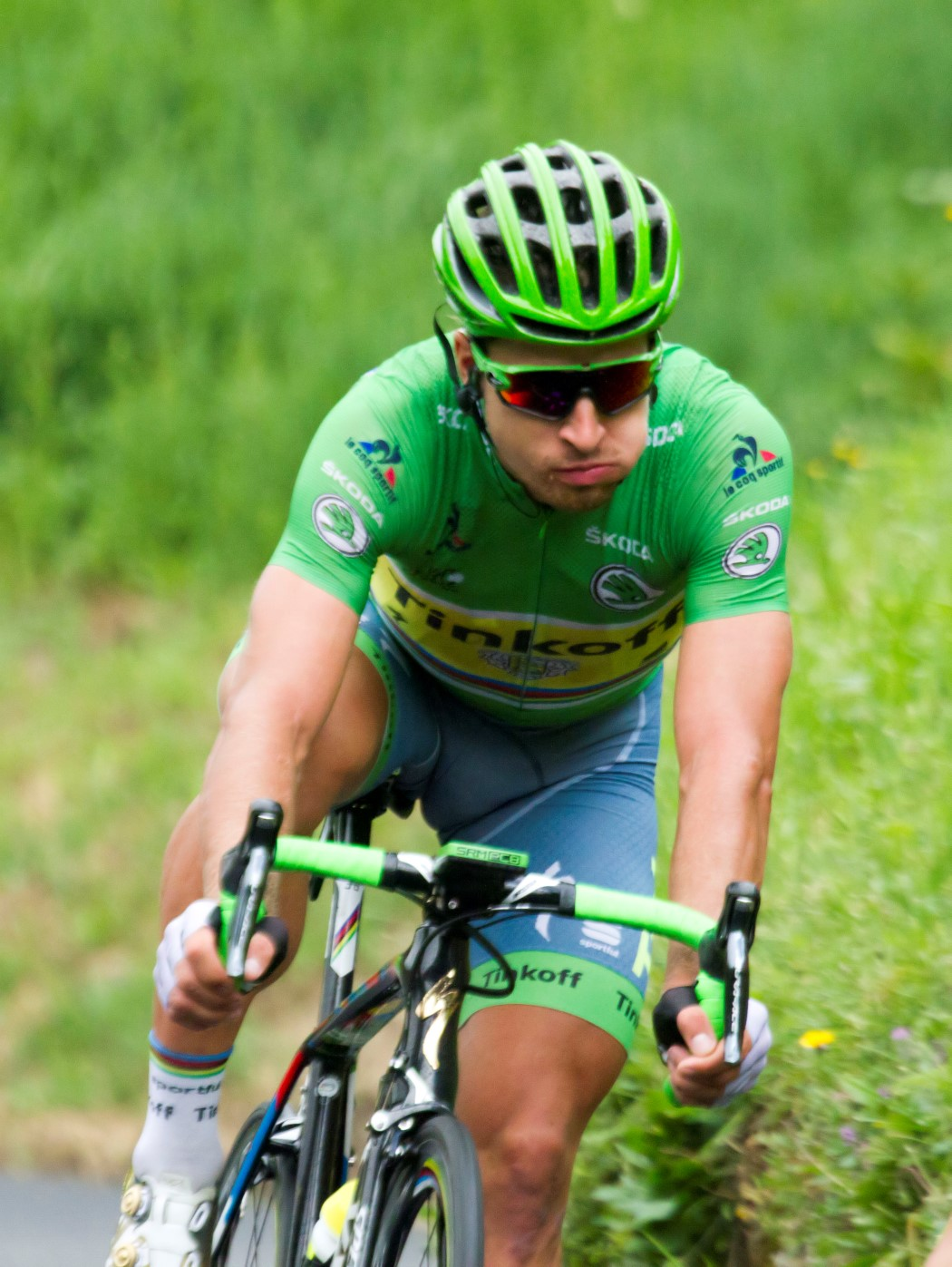
Peter Sagan, recordman de victoires dans le classement, ici sur le Tour de France 2016.

Lors des premières éditions, le classement est établi par addition des places à chaque étape, de sorte que le cycliste avec le moins de points remporte le maillot vert. À partir de 1959, le système est modifié : les cyclistes se classant aux premières places de chaque étape reçoivent désormais des points, avec le maximum de points pour le premier, puis progressivement moins de points pour les coureurs classés derrière. De nombreux coureurs peuvent donc se retrouver sans point et ne pas figurer dans ce classement. Le cycliste totalisant le plus de points porte le maillot vert.
Alors que le maillot jaune est attribué au meilleur temps cumulé dans la course, le maillot vert reflète le coureur le plus souvent classé sur chaque étape et chaque sprint intermédiaire, surtout pendant les étapes de plaine du Tour. Entre 1966 et 1989, les sprints intermédiaires avaient leur propre classement, tout en faisant bon an mal an partie du classement par points, mais suivant toutefois un barème plus faible. Le classement des sprints intermédiaires est abandonné après 1989, mais les sprints intermédiaires font toujours partie du classement par points.
Le classement par points est largement considéré comme une « compétition de sprinteur », puisque la plupart des points sont marqués lors d'étapes de plaine, où les coureurs restent généralement groupés dans un grand peloton, laissant les meilleurs sprinteurs à la fin se battre pour la gagne. Cependant, pour remporter le classement un coureur devra être suffisamment complet : un excellent sprinteur devra ainsi s'efforcer de terminer dans les délais sur les étapes de montagne s'il est médiocre grimpeur, et aussi être en mesure de disputer les sprints intermédiaires lors des étapes accidentées. Par exemple, Mario Cipollini, l'un des meilleurs sprinteurs de son époque, a porté à plusieurs reprises le maillot vert au cours de la première semaine mais n'a pas pu gagner le classement par points car il n'a jamais terminé un Tour de France (cependant, il est parvenu à terminer le Tour d'Italie et à remporter son classement par points plusieurs fois).

## Barèmes

### Barème 1990 à 2010
De 1990 à 2010, le barème est le suivant, avec deux ou trois sprints intermédiaires chaque jour :
| Type d'étape / Place | Type d'étape / Place                 | 1er | 2e | 3e | 4e | 5e | 6e | 7e | 8e | 9e | 10e | 11e | 12e | 13e | 14e | 15e | 16e | 17e | 18e | 19e | 20e | 21e | 22e | 23e | 24e | 25e |
| -------------------- | ------------------------------------ | --- | -- | -- | -- | -- | -- | -- | -- | -- | --- | --- | --- | --- | --- | --- | --- | --- | --- | --- | --- | --- | --- | --- | --- | --- |
|                      | Étape dite de « plat »               | 35  | 30 | 26 | 24 | 22 | 20 | 19 | 18 | 17 | 16  | 15  | 14  | 13  | 12  | 11  | 10  | 9   | 8   | 7   | 6   | 5   | 4   | 3   | 2   | 1   |
|                      | Étape dite de « parcours accidenté » | 25  | 22 | 20 | 18 | 16 | 15 | 14 | 13 | 12 | 11  | 10  | 9   | 8   | 7   | 6   | 5   | 4   | 3   | 2   | 1   |     |     |     |     |     |
|                      | Étape dite de « haute montagne »     | 20  | 17 | 15 | 13 | 12 | 10 | 9  | 8  | 7  | 6   | 5   | 4   | 3   | 2   | 1   |     |     |     |     |     |     |     |     |     |     |
|                      | Contre-la-montre individuel          | 15  | 12 | 10 | 8  | 6  | 5  | 4  | 3  | 2  | 1   |     |     |     |     |     |     |     |     |     |     |     |     |     |     |     |
|                      | Sprint intermédiaire                 | 6   | 4  | 2  |    |    |    |    |    |    |     |     |     |     |     |     |     |     |     |     |     |     |     |     |     |     |

### Barème 2011 à 2014
Le classement général individuel par points s'obtient par l'addition des points enregistrés  dans les classements individuels de chaque étape, de chaque sprint intermédiaire, et compte tenu des pénalités en points. Voici le barème en vigueur entre 2011 et 2014:
| Type d'étape / Place | Type d'étape / Place                 | 1er | 2e | 3e | 4e | 5e | 6e | 7e | 8e | 9e | 10e | 11e | 12e | 13e | 14e | 15e |
| -------------------- | ------------------------------------ | --- | -- | -- | -- | -- | -- | -- | -- | -- | --- | --- | --- | --- | --- | --- |
|                      | Étape dite de « plat »               | 45  | 35 | 30 | 26 | 22 | 20 | 18 | 16 | 14 | 12  | 10  | 8   | 6   | 4   | 2   |
|                      | Étape dite de « parcours accidenté » | 30  | 25 | 22 | 19 | 17 | 15 | 13 | 11 | 9  | 7   | 6   | 5   | 4   | 3   | 2   |
|                      | Étape dite de « haute montagne »     | 20  | 17 | 15 | 13 | 11 | 10 | 9  | 8  | 7  | 6   | 5   | 4   | 3   | 2   | 1   |
|                      | Contre-la-montre individuel          | 20  | 17 | 15 | 13 | 11 | 10 | 9  | 8  | 7  | 6   | 5   | 4   | 3   | 2   | 1   |
|                      | Sprint intermédiaire                 | 20  | 17 | 15 | 13 | 11 | 10 | 9  | 8  | 7  | 6   | 5   | 4   | 3   | 2   | 1   |

### Barème actuel
Ce barème est mis en place en 2015 pour favoriser davantage les vainqueurs d'étape.
| Type d'étape / Place | Type d'étape / Place                 | 1er | 2e | 3e | 4e | 5e | 6e | 7e | 8e | 9e | 10e | 11e | 12e | 13e | 14e | 15e |
| -------------------- | ------------------------------------ | --- | -- | -- | -- | -- | -- | -- | -- | -- | --- | --- | --- | --- | --- | --- |
|                      | Étape dite de « plat »               | 50  | 30 | 20 | 18 | 16 | 14 | 12 | 10 | 8  | 7   | 6   | 5   | 4   | 3   | 2   |
|                      | Étape dite de « parcours accidenté » | 30  | 25 | 22 | 19 | 17 | 15 | 13 | 11 | 9  | 7   | 6   | 5   | 4   | 3   | 2   |
|                      | Étape dite de « haute montagne »     | 20  | 17 | 15 | 13 | 11 | 10 | 9  | 8  | 7  | 6   | 5   | 4   | 3   | 2   | 1   |
|                      | Contre-la-montre                     | 20  | 17 | 15 | 13 | 11 | 10 | 9  | 8  | 7  | 6   | 5   | 4   | 3   | 2   | 1   |
|                      | Sprint intermédiaire                 | 20  | 17 | 15 | 13 | 11 | 10 | 9  | 8  | 7  | 6   | 5   | 4   | 3   | 2   | 1   |

Jusqu’en 2021, un coureur qui arrive hors délais à une étape mais qui est cependant repêché par les commissaires reçoit une pénalité équivalente au nombre de points attribués au vainqueur de l'étape. Cette pénalité est automatique et peut conduire à un solde de point négatifs. À partir de 2022, le règlement prévoit pour un coureur hors délais repêché la perte de l’ensemble des points acquis, le coureur ne terminant le Tour qu’avec les points acquis après son repêchage.
Avant le départ du Tour de France, l'organisation déclare les étapes qui sont considérées, comme « plates », avec un  « parcours accidenté » ou de « haute montagne ». Les étapes de plaine n'ont généralement que peu ou pas d'ascensions classées au Grand Prix de la montagne (souvent plusieurs côtes de 4e catégorie, occasionnellement une côte de 3e catégorie). Les étapes de moyenne montagne ont de nombreuses ascensions, généralement des 2e et 3e catégories, tandis que les étapes de haute montagne ont de nombreuses ascensions, souvent des 1re catégorie ou des cols hors catégorie.
Lorsque l'ordre dans lequel les cyclistes ont franchi la ligne ne peut être déterminé ou lorsque les cyclistes obtiennent exactement le même temps dans un contre-la-montre ou un prologue individuel, les coureurs sont crédités des points qui leur seraient attribués, divisés par le nombre de concurrents concernés (arrondi au 1/2 point le plus proche). Un cycliste qui ne termine pas une étape est retiré du classement par points. Après chaque étape, le leader du classement par points reçoit un maillot vert. En cas d'égalité au classement, le cycliste avec le plus de victoires d'étapes est le leader. S'il y a encore égalité, c'est le nombre de victoires dans les sprints intermédiaires, puis le classement général individuel au temps qui départagent les coureurs. À la fin du Tour de France, le cycliste leader du classement par points est le vainqueur du maillot vert.
Le barème avantage volontairement les coureurs prenant les premières places des étapes de plaine destinées aux routiers sprinters. Par conséquent et contrairement aux autres grands tours, il est presque impossible pour un non sprinter de remporter ce classement (Bernard Hinault en 1979 est le dernier "non sprinteur" à remporter ce classement). On emploie ainsi souvent le terme non officiel de "classement du meilleur sprinteur".

## Palmarès
| Année | Nom                          | Pays                 | Équipe                      | Total      | Autres classements                        |
| ----- | ---------------------------- | -------------------- | --------------------------- | ---------- | ----------------------------------------- |
| 1953  | Fritz Schaer                 | Suisse               | Suisse                      | +271, pts  | -                                         |
| 1954  | Ferdi Kübler                 | Suisse               | Suisse                      | +215,5 pts | -                                         |
| 1955  | Stan Ockers (1)              | Belgique             | Belgique                    | +322, pts  | -                                         |
| 1956  | Stan Ockers (2)              | Belgique             | Belgique                    | +280, pts  | -                                         |
| 1957  | Jean Forestier               | France               | France                      | +301, pts  | -                                         |
| 1958  | Jean Graczyk (1)             | France               | France                      | +347, pts  | -                                         |
| 1959  | André Darrigade              | France               | France                      | +613, pts  | -                                         |
| 1960  | Jean Graczyk (2)             | France               | France                      | +074, pts  | -                                         |
| 1961  | André Darrigade              | France               | France                      | +174, pts  | -                                         |
| 1962  | Rudi Altig                   | Allemagne de l'Ouest | Saint Raphaël-Hutchinson    | +173, pts  | -                                         |
| 1963  | Rik Van Looy                 | Belgique             | G.B.C-Libertas              | +275, pts  | -                                         |
| 1964  | Jan Janssen (1)              | Pays-Bas             | Pelforth-Sauvage            | +208, pts  | -                                         |
| 1965  | Jan Janssen (2)              | Pays-Bas             | Pelforth-Sauvage            | +144, pts  | -                                         |
| 1966  | Willy Planckaert             | Belgique             | Smiths                      | +211, pts  | -                                         |
| 1967  | Jan Janssen (3)              | Pays-Bas             | Pays-Bas                    | +154, pts  | -                                         |
| 1968  | Franco Bitossi               | Italie               | Italie                      | +241, pts  | Combiné                                   |
| 1969  | Eddy Merckx (1)              | Belgique             | Faema                       | +244, pts  | Général Grand Prix de la montagne Combiné |
| 1970  | Walter Godefroot             | Belgique             | Salvarani                   | +212, pts  | -                                         |
| 1971  | Eddy Merckx (2)              | Belgique             | Molteni                     | +202, pts  | Général Combiné                           |
| 1972  | Eddy Merckx (3)              | Belgique             | Molteni                     | +196, pts  | Général Combiné                           |
| 1973  | Herman Van Springel          | Belgique             | Rokado                      | +187, pts  | -                                         |
| 1974  | Patrick Sercu                | Belgique             | Brooklyn                    | +283, pts  | -                                         |
| 1975  | Rik Van Linden               | Belgique             | Bianchi-Campagnolo          | +342, pts  | -                                         |
| 1976  | Freddy Maertens (1)          | Belgique             | Velda-Flandria              | +293, pts  | -                                         |
| 1977  | Jacques Esclassan            | France               | Peugeot-Esso-Michelin       | +236, pts  | -                                         |
| 1978  | Freddy Maertens (2)          | Belgique             | Velda-Lano-Flandria         | +242, pts  | -                                         |
| 1979  | Bernard Hinault              | France               | Renault-Gitane              | +253, pts  | Général                                   |
| 1980  | Rudy Pevenage                | Belgique             | Ijsboerke-Warncke           | +194, pts  | -                                         |
| 1981  | Freddy Maertens (3)          | Belgique             | Sunair-Sport 80-Colnago     | +428, pts  | -                                         |
| 1982  | Sean Kelly (1)               | Irlande              | Sem-France Loire-Campagnolo | +429, pts  | -                                         |
| 1983  | Sean Kelly (2)               | Irlande              | Sem-Mavic-Reydel            | +360, pts  | -                                         |
| 1984  | Frank Hoste                  | Belgique             | Europ Decor-Boule d'Or      | +322, pts  | -                                         |
| 1985  | Sean Kelly (3)               | Irlande              | Skil-Sem KAS Miko           | +434, pts  | -                                         |
| 1986  | Eric Vanderaerden            | Belgique             | Panasonic                   | +277, pts  | -                                         |
| 1987  | Jean-Paul van Poppel         | Pays-Bas             | Superconfex                 | +263, pts  | -                                         |
| 1988  | Eddy Planckaert              | Belgique             | A.D.R-Mini Flat-IOC         | +278, pts  | -                                         |
| 1989  | Sean Kelly (4)               | Irlande              | P.D.M                       | +277, pts  | -                                         |
| 1990  | Olaf Ludwig                  | Allemagne de l'Est   | Panasonic                   | +256, pts  | -                                         |
| 1991  | Djamolidine Abdoujaparov     | Union soviétique     | Carrera-Jeans               | +316, pts  | -                                         |
| 1992  | Laurent Jalabert (1)         | France               | ONCE                        | +293, pts  | -                                         |
| 1993  | Djamolidine Abdoujaparov (1) | Ouzbékistan          | Lampre-Polti                | +298, pts  | -                                         |
| 1994  | Djamolidine Abdoujaparov (2) | Ouzbékistan          | TEAM POLTI                  | +322, pts  | -                                         |
| 1995  | Laurent Jalabert (2)         | France               | ONCE                        | +333, pts  | -                                         |
| 1996  | Erik Zabel (1)               | Allemagne            | Deutsche Telekom            | +335, pts  | -                                         |
| 1997  | Erik Zabel (2)               | Allemagne            | Deutsche Telekom            | +350, pts  | -                                         |
| 1998  | Erik Zabel (3)               | Allemagne            | Deutsche Telekom            | +327, pts  | -                                         |
| 1999  | Erik Zabel (4)               | Allemagne            | Deutsche Telekom            | +323, pts  | -                                         |
| 2000  | Erik Zabel (5)               | Allemagne            | Deutsche Telekom            | +321, pts  | -                                         |
| 2001  | Erik Zabel (6)               | Allemagne            | Deutsche Telekom            | +252, pts  | -                                         |
| 2002  | Robbie McEwen (1)            | Australie            | Lotto-Adecco                | +280, pts  | -                                         |
| 2003  | Baden Cooke                  | Australie            | FDJeux.com                  | +216, pts  | -                                         |
| 2004  | Robbie McEwen (2)            | Australie            | Lotto-Domo                  | +272, pts  | -                                         |
| 2005  | Thor Hushovd (1)             | Norvège              | Crédit agricole             | +194, pts  | -                                         |
| 2006  | Robbie McEwen (3)            | Australie            | Davitamon-Lotto             | +288, pts  | -                                         |
| 2007  | Tom Boonen                   | Belgique             | Quick Step-Innergetic       | +256, pts  | -                                         |
| 2008  | Óscar Freire                 | Espagne              | Rabobank                    | +270, pts  | -                                         |
| 2009  | Thor Hushovd (2)             | Norvège              | Cervélo TestTeam            | +280, pts  | -                                         |
| 2010  | Alessandro Petacchi          | Italie               | Lampre-Farnese              | +243, pts  | -                                         |
| 2011  | Mark Cavendish (1)           | Royaume-Uni          | Team HTC-Highroad           | +334, pts  | -                                         |
| 2012  | Peter Sagan (1)              | Slovaquie            | Liquigas-Cannondale         | +421, pts  | -                                         |
| 2013  | Peter Sagan (2)              | Slovaquie            | Cannondale                  | +409, pts  | -                                         |
| 2014  | Peter Sagan (3)              | Slovaquie            | Cannondale                  | +431, pts  | -                                         |
| 2015  | Peter Sagan (4)              | Slovaquie            | Tinkoff-Saxo                | +432, pts  | -                                         |
| 2016  | Peter Sagan (5)              | Slovaquie            | Tinkoff                     | +470, pts  | Super-combatif                            |
| 2017  | Michael Matthews             | Australie            | Sunweb                      | +370, pts  | -                                         |
| 2018  | Peter Sagan (6)              | Slovaquie            | Bora-Hansgrohe              | +477, pts  | -                                         |
| 2019  | Peter Sagan (7)              | Slovaquie            | Bora-Hansgrohe              | +323, pts  | -                                         |
| 2020  | Sam Bennett                  | Irlande              | Deceuninck-Quick-Step       | +380, pts  | -                                         |
| 2021  | Mark Cavendish (2)           | Royaume-Uni          | Deceuninck-Quick-Step       | +317, pts  | -                                         |
| 2022  | Wout van Aert                | Belgique             | Jumbo-Visma                 | +480, pts  | Super-combatif                            |
| 2023  | Jasper Philipsen             | Belgique             | Alpecin-Deceuninck          | +377, pts  | -                                         |
| 2024  | Biniam Girmay                | Érythrée             | Intermarché-Wanty           | +387, pts  | -                                         |
| 2025  | Jonathan Milan               | Italie               | Lidl-Trek                   | +372, pts  | -                                         |

## Record de victoires
| Rang | Nom                      | Pays                           | Victoires | Années                                   |
| ---- | ------------------------ | ------------------------------ | --------- | ---------------------------------------- |
| 1    | Peter Sagan              | Slovaquie                      | 7         | 2012, 2013, 2014, 2015, 2016, 2018, 2019 |
| 2    | Erik Zabel               | Allemagne                      | 6         | 1996, 1997, 1998, 1999, 2000, 2001       |
| 3    | Sean Kelly               | Irlande                        | 4         | 1982, 1983, 1985, 1989                   |
| 4    | Jan Janssen              | Pays-Bas                       | 3         | 1964, 1965, 1967                         |
| 4    | Eddy Merckx              | Belgique                       | 3         | 1969, 1971, 1972                         |
| 4    | Freddy Maertens          | Belgique                       | 3         | 1976, 1978, 1981                         |
| 4    | Djamolidine Abdoujaparov | Union soviétique / Ouzbékistan | 3         | 1991, 1993, 1994                         |
| 4    | Robbie McEwen            | Australie                      | 3         | 2002, 2004, 2006                         |
| 9    | Stan Ockers              | Belgique                       | 2         | 1955, 1956                               |
| 9    | Jean Graczyk             | France                         | 2         | 1958, 1960                               |
| 9    | André Darrigade          | France                         | 2         | 1959, 1961                               |
| 9    | Laurent Jalabert         | France                         | 2         | 1992, 1995                               |
| 9    | Thor Hushovd             | Norvège                        | 2         | 2005, 2009                               |
| 9    | Mark Cavendish           | Royaume-Uni                    | 2         | 2011, 2021                               |

| Rang | Pays               | Coureur avec le plus de victoires par pays            | Dernier vainqueur               | Victoires |
| ---- | ------------------ | ----------------------------------------------------- | ------------------------------- | --------- |
| 1    | Belgique           | Eddy Merckx et Freddy Maertens (3)                    | Jasper Philipsen (2023)         | 21        |
| 2    | France             | Jean Graczyk, André Darrigade et Laurent Jalabert (2) | Laurent Jalabert (1995)         | 9         |
| 3    | Allemagne          | Erik Zabel (6)                                        | Erik Zabel (2001)               | 7         |
| 3    | Slovaquie          | Peter Sagan (7)                                       | Peter Sagan (2019)              | 7         |
| 5    | Australie          | Robbie McEwen (3)                                     | Michael Matthews (2017)         | 5         |
| 5    | Irlande            | Sean Kelly (4)                                        | Sam Bennett (2020)              | 5         |
| 7    | Pays-Bas           | Jan Janssen (3)                                       | Jean-Paul van Poppel (1987)     | 4         |
| 8    | Italie             | Franco Bitossi, Alessandro Petacchi et Jonathan Milan | Jonathan Milan (2025)           | 3         |
| 9    | Norvège            | Thor Hushovd (2)                                      | Thor Hushovd (2009)             | 2         |
| 9    | Royaume-Uni        | Mark Cavendish (2)                                    | Mark Cavendish (2021)           | 2         |
| 9    | Suisse             | Fritz Schaer et Ferdi Kübler                          | Ferdi Kübler (1954)             | 2         |
| 9    | Ouzbékistan        | Djamolidine Abdoujaparov (2)                          | Djamolidine Abdoujaparov (1994) | 2         |
| 13   | Allemagne de l'Est | Olaf Ludwig                                           | Olaf Ludwig (1990)              | 1         |
| 13   | Espagne            | Óscar Freire                                          | Óscar Freire (2008)             | 1         |
| 13   | Érythrée           | Biniam Girmay                                         | Biniam Girmay (2024)            | 1         |
| 13   | Union soviétique   | Djamolidine Abdoujaparov                              | Djamolidine Abdoujaparov (1991) | 1         |

### Étapes en maillot vert
mise à jour à la fin du Tour de France 2024
| Coureur                  | Total |
| ------------------------ | ----- |
| Peter Sagan              | 130   |
| Erik Zabel               | 89    |
| Freddy Maertens          | 71    |
| Sean Kelly               | 68    |
| Djamolidine Abdoujaparov | 54    |
| André Darrigade          | 51    |

#### Coureurs leaders lors de toutes les étapes
André Darrigade en 1959 (22 étapes)
 Freddy Maertens en 1976 (27 étapes)
Certains coureurs ont porté le maillot vert dans certaines étapes en tant que deuxième du classement par points (car le leader portait un maillot jaune) et dans toutes les autres étapes en tant que leader du classement par points :
 Freddy Maertens en 1978
 Eric Vanderaerden en 1986
 Peter Sagan en 2019
 Wout van Aert en 2022
Sagan aurait fait de même en  2014 et en 2018, mais dans le premier cas il portait le maillot blanc en tant que leader et dans le second cas il portait le maillot arc-en-ciel.

## Liste des sponsors
- 1953-1967 : À la Belle Jardinière
- 1968 : SIC (limonade)
- 1973-1983 : Michelin
- 1984-1988 : BP
- 1989 : Castelli
- 1990 : Panasonic[2]
- 1991-2014 : PMU
- 2015-2023 : Škoda[3]
- 2024-2028 : Škoda[4]